# Westbrooknevel

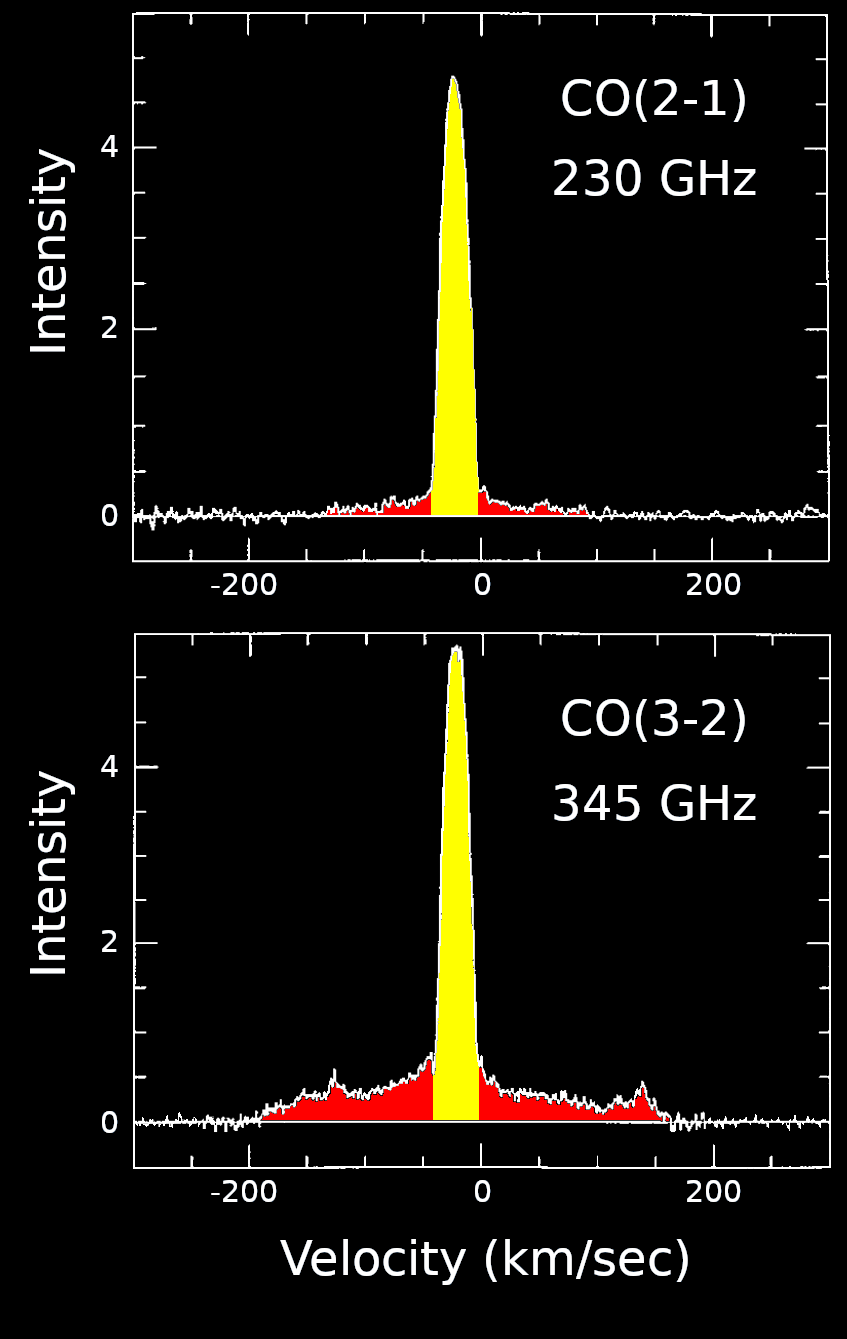
Spectra van CO in CRL 618 met het hogesnelheidsgas (rood)

De Westbrooknevel (CRL 618) is een bipolaire protoplanetaire nevel die zich in het sterrenbeeld Voerman bevindt. De nevel is genoemd naar William E. Westbrook.
De nevel is gevormd door een ster (V353 Aur) die door de rode-reuzenfase is gegaan en de kernfusie in zijn kern heeft gestaakt. Deze ster is verborgen in het centrum van de nevel, en stoot gas en stof uit met snelheden tot 200 km/s. De vorming van de nevel begon ongeveer 200 jaar geleden te vormen. Het buitenste deel van de nevel is het resultaat van interactie tussen de snelle bipolaire uitstroom en het gas dat werd uitgestoten toen de ster door zijn asymptotische reuzentakfase ging. De lobben staan onder een hoek van ongeveer 24° ten opzichte van de gezichtslijn. De energie die door de nevel wordt uitgestraald bestaat uit verstrooid licht van de ster in de kern, dat wordt uitgestraald door een compacte HII-regio rond de ster, en uit energie van het door schokken geëxciteerde gas in de lobben.
De centrale ster wordt verondersteld van spectraalklasse B0 te zijn en heeft 12.200 maal de zonnelichtkracht. De fotosfeer van deze ster is heet voor ionisatie van de nevel, en het ionisatiegebied breidt zich snel uit. De grootte en de groeisnelheid geven aan dat de ionisatie rond 1971 begon. Als een aanzienlijk deel van de nevel eenmaal geïoniseerd is, zal het een planetaire nevel zijn geworden.